# Walter Rudin
Walter Rudin, född 2 maj 1921 i Wien, död 20 maj 2010, var en österrikiskfödd amerikansk matematiker och professor emeritus i matematik vid University of Wisconsin–Madison. 
Rudin är mest känd för tre böcker om matematisk analys, Principles of Mathematical Analysis, Real and Complex Analysis samt Functional Analysis. 1993 mottog han Steelepriset.

## Böcker
- Principles of Mathematical Analysis
- Real and Complex Analysis
- Functional Analysis
- Fourier Analysis on Groups
- Function Theory in Polydiscs
- Function Theory in the Unit Ball of Cn
- The Way I Remember It (självbiografi)